# Burg Affenstein
Die Burg Affenstein, auch Argenstein genannt, ist eine abgegangene Höhenburg auf 685,1 m ü. NHN an der Unteren Argen nordwestlich des Ortsteiles Göttlishofen der Gemeinde Argenbühl im Landkreis Ravensburg in Baden-Württemberg.
Die Burganlage wurde von den Herren von Affenstein erbaut, sie wurden 1278 erstmals erwähnt. Der Burgenname Affenstein soll sich nach Merkt von Argenstein ableiten, wobei Arge für die Baumart der Eiben steht. Das Wappen der Affensteiner führt dagegen einen Affen auf. Die Burgstelle ist vermutlich bei dem Hochwasser 1789 zum Teil in die Argen abgerutscht. Die Burg bestand nur aus einem runden Turm mit eckiger Umfassungsmauer, wie aus einer Karte, der Mappa Trauchburg von 1716 hervorgeht. Ein zugehöriger Bauhof stand unterhalb der Burg am Argen-Ufer, die östlich gelegene Zaunmühle war einst die Burgmühle. Auf dem Burggelände wurde ein Gedenkstein des Heimatforschers Otto Merkt aufgestellt. 